# Alda Bandeira
Alda Bandeira Tavares Vaz da Conceição (* 22. September 1949 in Santana, São Tomé und Príncipe) ist eine santomesische Politikerin der Partido de Convergência Democrática-Grupo de Reflexão (PCD-GR). Sie gehört zu den bekanntesten Politikerinnen seit der Demokratisierung. Von 1991 bis 1992 sowie erneut 2002 war sie Außenministerin von São Tomé und Príncipe. 1996 kandidierte sie erfolglos für das Amt als Staatspräsidentin.

## Leben

### Jugend und Ausbildung
Alda Bandeira wurde am 22. September 1949 in der Kleinstadt Santana auf der Insel São Tomé des damals noch zu Portugal gehörenden Inselarchipels São Tomé und Príncipe geboren. Ihr Vater arbeitete als Krankenpfleger im lokalen Krankenhaus. Bandeira absolvierte die Schulausbildung auf São Tomé als auch in Luanda (Angola). Nach Abschluss der Schule studierte sie deutsche Philologie an der Universität Lissabon.
Im Zuge der portugiesische Nelkenrevolution stieg Bandeira zu einer der bekanntesten Vertreterinnen der studentischen Associação Cívica Pró-Movimento de Libertação de São Tomé e Príncipe auf, einer Vereinigung, die für die Unabhängigkeit São Tomé und Príncipes von der Kolonialmacht Portugal unter Führung des Movimento de Libertação de São Tomé e Príncipe (MLSTP) eintrat. Während die in Portugal ansässige Associação Cívica jedoch sehr radikale, marxistisch beeinflusste Ideen vertrat, war die MLSTP wesentlich moderater eingestellt. Bandeira sah sich gezwungen São Tomé e Príncipe zu verlassen und begab sich ins Exil in die ebenfalls bis dato portugiesische Kolonie Mosambik. Dort besuchte sie in Maputo die Eduardo-Mondlane-Universität und studierte von 1975 bis 1977 moderne Sprachen.
Anschließend zog Bandeira zurück nach Lissabon, wo sie ihren Master in modernen Sprachen und Literatur abschloss und anschließend, bis 1987, eine Post-Graduierung in Internationalen Beziehungen am Instituto Superior de Ciências Sociais e Políticas abschloss. Zwischen 1975 und 1982 unterrichtete sie parallel als Englisch-Lehrerin an Sekundarschulen in Maputo und São Tomé. 1987 kehrte Bandeira dauerhaft zurück in ihr Heimatland und leitete bis 1990 die Abteilung für multinationale Kooperation im Außenministerium des Inselstaats. Parallel leitete sie, zwischen 1988 und 1990, die Entwicklungsprogramm der US African Development Foundation.

### Politische Karriere
Im Zuge der Demokratisierung von São Tomé und Príncipe gründete Alda Bandeira zusammen mit neun weiteren Mitstreitern die erste Oppositionsgruppe zur seit 1975 regierenden MLSTP, die Grupo de Reflexão (GR). Im Zuge der Einführung des Mehrparteiensystems in dem Inselstaat wandelte sich die Grupo de Reflexão zu Hauptoppositionspartei mit dem neuen Namen Partido de Convergência Democrática-Grupo de Reflexão (PCD-GR). Bandeira wurde Mitglied des Exekutivkomitees der Partei. Auch weitere Mitglieder der studentischen Associação Cívica, die der lang regierenden MLSTP kritisch gegenüber standen, übernahmen Schlüsselrollen in der neuen Partei.
In der ersten demokratischen Parlamentswahl von São Tomé e Príncipe 1991 gewann die PCD-GR eine große Mehrheit mit rund 54 Prozent, Bandeira übernahm daraufhin den stellvertretenden Vorsitz der PCD-GR-Fraktion in dem 55-köpfigen Parlament. Von 1991 bis 1992 übernahm sie die Leitung des Außenministeriums unter der Regierung von Premierminister Daniel Lima dos Santos Daio, während ihr Ehemann, Norberto d’Alva Costa Alegre, das Wirtschaftsministerium leitete. Nach dem Rücktritt von Daio als Premierminister, übernahm Bandeiras Ehemann Costa Alegre die Regierungsgeschäfte. Um eventuelle Konflikte zu vermeiden, zog sie sich aus der Regierung zurück und übernahm ihr Abgeordnetenmandat im Parlament. Von 1993 bis 1995 leitete sie das Sozial- und Strukturanpassungsprogramm der Regierung.
Nach der vorgezogenen Wahl im Oktober 1994 übernahm Bandeira erneut den Fraktionsvorsitz der Partido de Convergência Democrática-Grupo de Reflexão, die im Zuge der Wahlen massiv an Stimmen verloren hatte und statt 34 nur noch 14 Mandate besaß. Beim zweiten Parteitag der PCD-GR wählten die Mitglieder sie ohne Gegenkandidaten zur neuen Vorsitzenden der Partei.  Bei den Wahlen für das Amt des Staatspräsidenten im Jahr 1996 bewarb sich Alda Bandeira für die PCD-GR und hatte als einzige der fünf Kandidaten ein ausführliches Wahlprogramm. Sie erreichte im ersten Wahlgang am 30. Juni 1996 mit 16 Prozent der Stimmen nach dem Amtsinhaber Miguel Trovoada von der Acção Democrática Independente (41 Prozent) und dem früheren Staatspräsidenten Manuel Pinto da Costa von der Movimento de Libertação de São Tomé e Príncipe (39 Prozent) den dritten Platz, während der ehemalige Premierminister Carlos da Graça als unabhängiger Kandidat als Viertplatzierter auf 5 Prozent kam. In den Parlamentswahlen 1998 und 2002 verteidigte sie ihr Mandat als Abgeordnete im Parlament des Inselstaats.

### Rückzug aus der Politik
Im Juni 2001 trat Bandeira nach innerparteilichen Konflikten um eine mögliche Unterstützung im Zuge der Präsidentschaftswahlen 2001 als Vorsitzende der PCD-GR zurück. 2002 übernahm sie ein weiteres Mal das Amt der Außenministerin in der Regierung von Gabriel Arcanjo da Costa, die jedoch nur bis September des gleichen Jahres überdauerte. Im Januar 2008 gründete die Regierung das Institut für Meeres- und Hafenverwaltung (Instituto Marítimo e de Administracão Portuaria), das Bandeira seitdem leitet.

### Privat
Bandeira ist mit Norberto d’Alva Costa Alegre verheiratet und hat mit ihm zwei Töchter.